# 飾裝草䲁
飾裝草䲁（學名：Clinus ornatus），為輻鰭魚綱䲁形目胎䲁科草䲁屬的一個種，分布於東南大西洋南非海域，深度13至50公尺，本魚身體略扁，頭部相對較小，鼻子呈楔形，輪廓角鈍，背鰭硬棘33-36枚、背鰭軟條7-8枚、臀鰭硬棘2枚、臀鰭軟條25-27枚，體長可達17.5公分，棲息在岩礁區，雌魚產附著性卵，雄魚會守護卵，幼魚為浮游性，生活習性不明。